# طاهر إقبال
طاهر إقبال (بالأردوية: طاہر اقبال)‏ (بالإنجليزية: Tahir Iqbal)‏ هو سياسي باكستاني، ولد في 15 مايو 1951. انتخب عضو الدورة الرابعة عشر في الجمعية الوطنية في باكستان ‏ عن دائرة NA-58 Chakwal ‏ وقد انضم خلال فترته النيابية ‏ (1 يونيو 2013 – )  للكتلة البرلمانية الرابطة الإسلامية الباكستانية وانتخب عضو الجمعية الوطنية في باكستان.